# Styrelsen for It og Læring
Styrelsen for It og Læring (STIL, tidl. UNI-C) er en styrelse under Undervisningsministeriet. Den har hovedsæde på Vester Voldgade midt i København og afdelinger i Lyngby og Århus. Styrelsen har i alt ca. 300 medarbejdere.
Styrelsen arbejder for at fremme den digitale udvikling på børne- og undervisningsområdet. De primære fokusområder er øget anvendelse af it i undervisningen og understøttelse af effektiv institutionsdrift ved brug af it.
Styrelsen udfører opgaver inden for de overordnede målsætninger på ministeriets område og i henhold til styrelsens resultatkrav.
UNI-C leverer en række services og ydelser heriblandt:
- SkoDa
- SkoleKom
- UNI-login
- Optagelse.dk
- Efteruddannelse.dk
- eVejledningen.dk
- Praktikpladsen.dk
- EASY-A
- EASY-P
- EASY-C
- Uddannelsesforum
- UddannelsesGuiden (UG.dk)
- Elevplan

## Historie
UNI-C blev oprettet i oktober 1965 under navnet Northern Europe University Computing Centre. Senere, i starten af 1970'erne blev to lignende centre, Regionale EDB-Center ved Aarhus Universitet (RECAU) og Regionale EDB-Center ved Københavns Universitet (RECKU), bevilget af Undervisningsministeriet. Disse blev tilknyttet henholdsvis Aarhus Universitet og Københavns Universitet. I midten af 1980'erne blev de tre centre imidlertid lagt sammen under navnet UNI-C (ofte vist som UNI•C). I 2014 fik styrelsen navnet Styrelsen for It og Læring.

## Eksterne links
- stil.dk
- UNI-C.dk
- Oversigt over filspejlet hos UNI-C Arkiveret 11. februar 2005 hos  Wayback Machine